# Cecilio Pizarro
Cecilio Pizarro y Librado (Toledo, 1818-Madrid, 1886) fue un pintor y dibujante español.

## Biografía
Nacido en Toledo el 1 de abril de 1818, fue abandonado al poco en la catedral de la ciudad. Fue discípulo de la Academia de Bellas Artes de Santa Isabel de Toledo y de la de San Fernando de Madrid.

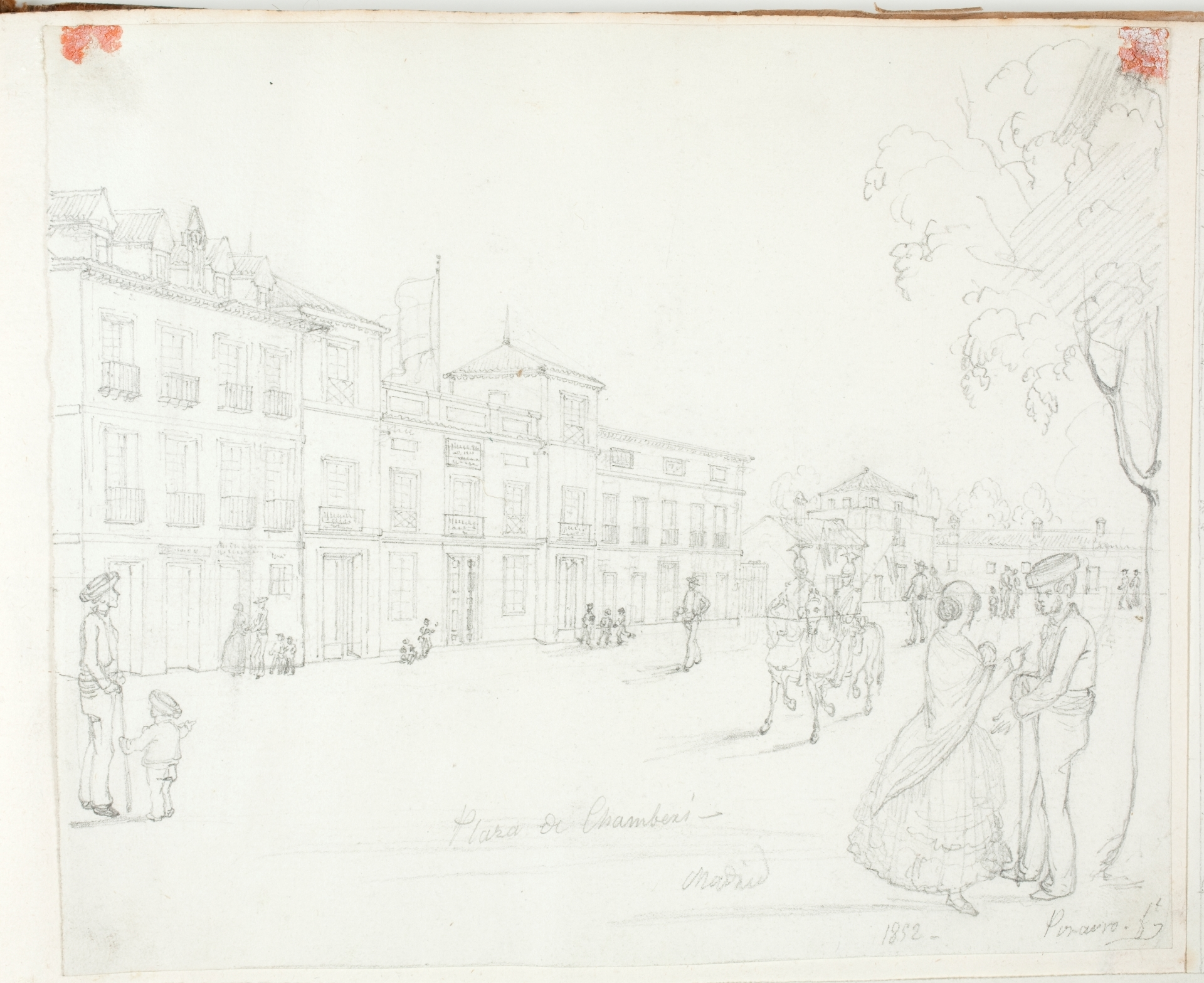
Plaza de Chamberí en Madrid

Mientras residía en Toledo, ganó en las Exposiciones anuales de la Academia de Santa Isabel cuatro medallas de plata, por lo que la junta directiva de la misma le nombró ayudante de sus estudios, para ausencias y enfermedades de los profesores. En aquella época hizo varios dibujos para la España artística y monumental, dirigida por Jenaro Pérez Villaamil; pintó también algunas decoraciones para el teatro de aquella ciudad, y diferentes cuadro al óleo de los monumentos artísticos de Toledo, como la Capilla de D. Álvaro de Luna, Santa María la Blanca, Claustro de San Juan de los Reyes, Capilla de los caballeros Francos, y un gran número de bocetos, bodegones y retratos, que se conservan en poder de particulares. La Sociedad Económica de Amigos del país de Toledo le admitió igualmente en su seno.
Trasladado a Madrid en 1848, se dedicó con especialidad al dibujo sobre madera para grabar, aunque hizo también bastantes litografías y aguafuertes. Sus ilustraciones aparecieron en obras como Historia de España (edición de Gaspar y Roig), Semanario Pintoresco Español, La Ilustración, El Museo Universal, El Arte en España, Recuerdos y bellezas de España, Toledo pintoresca, Historia de Madrid de Amador de los Ríos, Monumentos arquitectónicos de España, Animales célebres, La educación pintoresca, La Lectura para Todos, Manual de Madrid, Historia del Escorial de Rotondo, Iconografía española de Valentín Carderera, Reyes contemporáneos, Album artístico de Toledo, Estado Mayor del ejército español, Nuevo viajero universal y varias novelas.

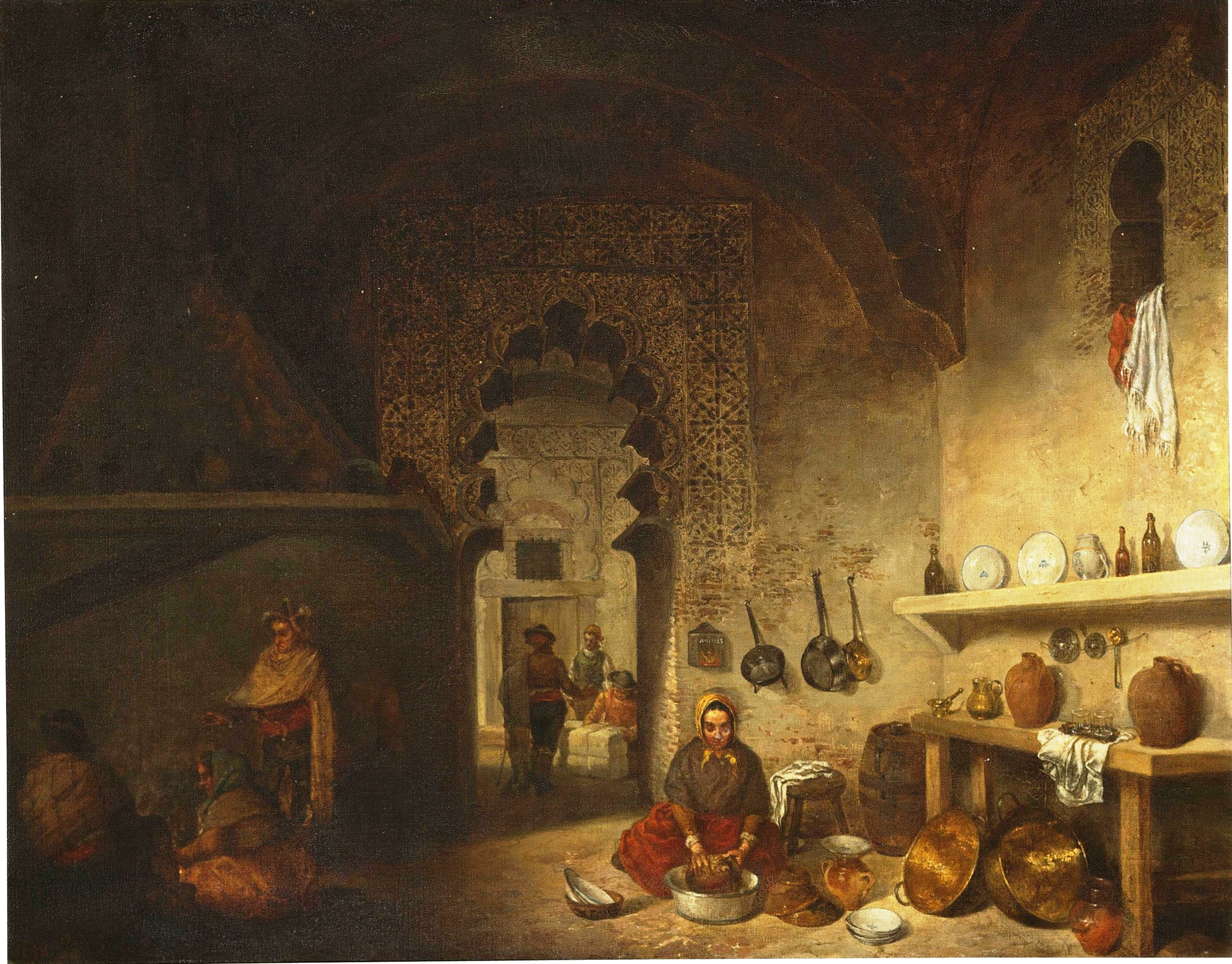
Interior de la cocina de una posada en Maqueda (Museo del Prado)

Realizó también diferentes vistas de monumentos, retratos y acuarelas para algunos aficionados de Madrid y extranjeros, así como una multitud de dibujos, especialmente góticos, para plateros, tallistas, carpinteros y cerrajeros. También pintó treinta y seis cuadros al óleo por encargo de lord Howden, embajador británico en España, que fue su «protector particular». Representó en ellos los monumentos más notables de Toledo, El Escorial, Guadalajara, Madrid, Aranjuez y varios costumbres y tipos de España.

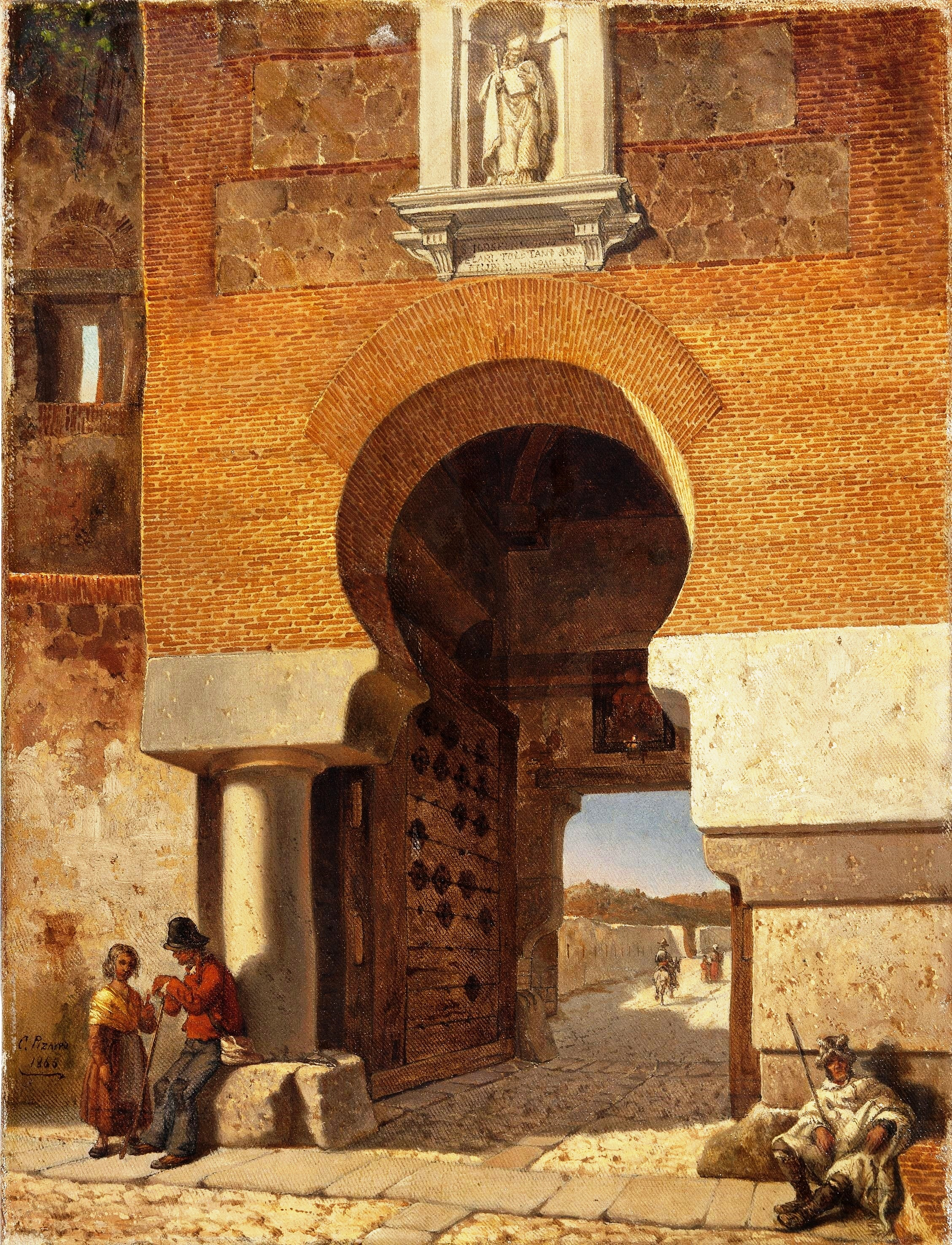
Puerta árabe en el puente de Alcántara de Toledo (Museo del Prado)

Entre sus obras se encuentran: Ruinas de un sepulcro gótico, lienzo que figuró en la Exposición Nacional de 1858; Vista del Palacio de Galiana en las huertas del Rey en Toledo, expuesto en la de 1862 y premiado con una medalla de tercera clase; Ayer y hoy, que figuró en la de 1864 y fue adquirido por el Museo Nacional; Un billete amoroso y Puerta árabe en el puente de Alcántara de Toledo, que figuraron en la exposición de 1866 y fueron adquiridas como la anterior para el Museo Nacional, la primera fue agraciada con una consideración de medalla de tercera clase, posteriormente figuró en la Exposición Provincial de Toledo en 1866, donde alcanzó una medalla de plata; Molinos de San Servando de Sevilla y varios bocetos ejecutados en las sesiones nocturnas de la Sociedad protectora de Bellas Artes, fundada por Antonio María Esquivel entre los que destacó Una monja asomada a la ventana de un claustro. Fue nombrado en 1864 conservador del Museo Nacional de Pintura y Escultura.
Pizarro, que en 1871 fue galardonado con la cruz de la Orden de Carlos III, falleció el 16 de agosto de 1886 en Madrid y fue enterrado en la Sacramental de San Lorenzo y San José.